# Gustavo Calderón Riveroll
Gustavo Calderón Riveroll (n. San Pablo Apetatitlán, Tlaxcala; 11 de febrero de 1946), + (Manzanillo, Colima; 19 de abril de 2016) fue un militar, ingeniero mecánico naval e ingeniero geógrafo mexicano por la Heroica Escuela Naval Militar.

## Trayectoria
Calderón Riveroll tiene una maestría en Ciencias de la Tierra con especialidad en sensores remotos por la Universidad de Arizona y es doctor en Filosofía de la Ciencia en Geofísica Marina, con campo menor en Matemáticas, Geología y Oceanografía por la Universidad Estatal de Oregón. De 1977 a 1994 fue director del Instituto Oceanográfico del Pacífico de la Armada de México. De 1985 y 1995 fue director del Centro Universitario de Investigaciones Oceanológicas de la Universidad de Colima y de 1981 a 1985 director de la Facultad de Ciencias Marinas de la misma casa de estudios. Durante su paso por la Armada de México alcanzó el grado contraalmirante, para luego de darse de baja convertirse en profesor-investigador de la Universidad de Colima.
Fue merecedor de diversas condecoraciones militares y reconocimientos académicos como el “NASA Group Achievement Award” por lograr las primeras mediciones del movimiento de las placas tectónicas de la tierra en 1991.
Calderón Riveroll fue miembro del grupo de coordinación internacional del Centro de Advertencia de Tsunamis en el Pacífico de la Unesco, así como asesor del comité científico para desastres naturales de Colima. Fue decano fundador del campus El Naranjo de la Universidad de Colima y fue el primer rector de la Universidad Tecnológica de Manzanillo.
| Predecesor: Sin | Director del Instituto Oceanográfico del Pacífico 1977 - 1994  | Sucesor: Guillermo Arturo Sáenz Polanco |
| Predecesor: Sin | Rector de la Universidad Tecnológica de Manzanillo 2008 - 2009 | Sucesor: Miguel Ángel Celestino Sánchez |

- Datos: Q5889537